# لاندای (هلمند)
لاندای (به لاتین: Landay) یک منطقهٔ مسکونی در افغانستان است که در ولایت هلمند واقع شده‌است. لاندای ۱٬۶۵۲ نفر جمعیت دارد.